# Raimo Kangro
Raimo Kangro (ur. 21 września 1949 w Tartu, zm. 4 lutego 2001 w Ruila) – estoński kompozytor i pedagog.

## Życiorys
W 1968 roku ukończył klasę fortepianu w szkole muzycznej w Tartu, a następnie studiował kompozycję w Państwowym Konserwatorium w Tallinnie, gdzie jego wykładowcami byli Jaan Rääts oraz Eino Tamberg. Studia ukończył w 1973 roku. W latach 1975–1976 pracował jako dyrektor muzyczny w Eesti Televisioon. Był jednym z pomysłodawców festiwalu Estońskie Dni Muzyki i dyrektorem artystycznym tego wydarzenia w latach 1979–2000.
Od 1989 roku pracował jako wykładowca Estońskiej Akademii Muzycznej, wśród jego uczniów byli: Tõnu Kõrvits, Tõnis Kaumann, Timo Steiner and Ülo Krigul. Od 1973 roku należał do Estońskiego Związku Kompozytorów (Eesti Heliloojate Liit), w latach 2000–2001 był jego wiceprezesem, a w 2001 roku został wybrany prezesem. W sezonie 1998/1999 był kompozytorem rezydentem Estońskiej Narodowej Orkiestry Symfonicznej.
Został dwukrotnie nagrodzony Estońską Nagrodą Muzyczną (Eesti NSV muusika aastapreemia, w 1978 i 1988). W 2001 roku został pośmiertnie uhonorowany Orderem Gwiazdy Białej IV Klasy.

## Twórczość
Był jednym z najbardziej płodnych estońskich kompozytorów muzyki kameralnej. Jest autorem m.in. czterech symfonii, siedmiu oper, w tym Põhjaneitsi, pierwszej estońskiej opery rockowej, a także utworów przeznaczonych dla dzieci. Autorką tekstów do wielu partii wokalnych jego utworów oraz librett operowych, była jego żona Leelo Tungal, a także córki Maarja Kangro i Kirke Kangro.

## Wybrane kompozycje
- Imelugu (opera, 1974)
- Credo (oratorium, 1977)
- Ooperimäng (opera dla dzieci, 1977)
- Lihtne sümfoonia (1978)
- Põhjaneitsi (opera rockowa, 1980)
- Ohver (opera, 1981)
- Saabastega kass (musicall, 1981)
- Helin (poemat symfoniczny, 1985)
- Tuuru tubasümfoonia (we współpracy z Andresem Valkonenem, 1985)
- Sensatsioon (rockopera, 1986)
- Plõksuv sümfoonia (1993)
- Uku ja Ecu (opera, 1998)
- Süda (opera, 1999)

## Muzyka filmowa
Jest kompozytorem muzyki do filmów: 
- 1980: Ohver (film krótkometrażowy)
- 1982: Primadonna (film krótkometrażowy)
- 1983: Nipernaadi
- 1983: Küljetuul
- 1985: Laululood (film krótkometrażowy)
- 1986: Bande